# Ratchet & Clank: A Crack in Time
Ratchet & Clank: A Crack in Time, även känt som Ratchet & Clank Future: A Crack in Time i Nordamerika, är ett plattformsspel utvecklat av Insomniac games, släppt i Europa den 6 november 2009 och i Nordamerika den 27 oktober för Playstation 3. Spelet är det tredje i Ratchet & Clank Future-serien. Precis som i spelen Tools of Destruktion och Quest for Booty finns spelet textat och dubbat på svenska. Spelet är baserat på den traditionella Ratchet & Clank-serien.

## Handling
Spelet handlar som vanligt om den unge lombaxen Ratchet och hans robotkompis Clank. Efter att Ratchet har fått reda på att Clanks mystiska försvinnande har orsakats av hans gamla ärkefiende Dr Nefarious ger sig Ratchet ut på jakt efter Clank och Dr Nefarious. Till hjälp har Ratchet med sig Kapten Qwark. Ratchet och Qwark kraschlandar i Zolardjungeln, på planeten Quantos. Efter en snabb undersökning av djungeln upptäcker de att det finns en fongoidby där. Ratchet förklarar problemet och får veta att de enda som kan laga skeppet är zonierna, men att om man fångar zonier så måste de förvaras i en mycket speciell burk, Zahns zonieburk, som finns i Zahns tempel i byn. Efter att Ratchet hittat burken blir byn attackerad av Lord Vorselon och hans trupper. Många bybor, och även Kapten Qwark, blir kidnappade av Lord Vorselon. Ratchet åker då med sitt nylagade skepp Aphelion till Lord Vorselons stora skepp Detention Wing för att rädda Kapten Qwark och fongoiderna.